# Cribrilaria picardi
Cribrilaria picardi är en mossdjursart som beskrevs av Harmelin 1988. Cribrilaria picardi ingår i släktet Cribrilaria och familjen Cribrilinidae. Inga underarter finns listade i Catalogue of Life.